# Oliver Sim
Oliver Sim (Londra, 14 giugno 1990) è un polistrumentista e compositore inglese, noto per essere bassista e voce del gruppo musicale britannico The xx.
Tra le sue fonti di ispirazione cita band che ha imparato ad amare grazie ai dischi dei genitori: Talking Heads, The Cure, The Durutti Column, Everything But The Girl.

## Discografia solista

### Album
- 2022 - Hideous Bastard (Young)